# Sonate pour piano no 3 de Mozart
Pour les articles homonymes, voir Sonate pour piano (homonymie).
La Sonate pour piano no 3 en si bémol majeur, KV 281/189f, de Wolfgang Amadeus Mozart a été composée à l'occasion de son voyage à Munich pour faire représenter son opéra La finta giardiniera. La date de composition se situe au début de 1775 alors que Mozart avait dix-huit ans. C'est la troisième d'une série de six sonates écrites lors de ce voyage. C'est une des sonates les plus virtuoses de la série. Dans cette œuvre, on note qu'en dépit de la grande influence de Haydn, la personnalité de Mozart s'affirme peu à peu. Dans l'Andante et le Rondo, on remarque l'émancipation de l'artiste. Le style instrumental tend de plus en plus vers le piano, et s'éloigne de l'écriture pour clavecin.
Le manuscrit se trouve à la Bibliothèque Jagellonne. La sonate a été publiée par Breitkopf & Härtel en 1799.

## Analyse
La sonate se compose de trois mouvements:
- Allegro, en si bémol majeur, à 
, 109 mesures, deux sections répétées deux fois (mesures 1 à 40, mesures 41 à 109) - partition
- Andante amoroso, en mi bémol majeur, à 
, 105 mesures, deux sections répétées deux fois (mesures 1 à 46, mesures 47 à 105) - partition
- Rondeau : Allegro, en si bémol majeur, à , 162 mesures - partition

La durée de l'interprétation est d'environ 18 minutes.
Introduction de l'Allegro:
Introduction de l'Andante amoroso:
Introduction du Rondeau : Allegro: